# Rosa 'Jubilee Celebration'
'Jubilee Celebration' ('AUShunter' es el nombre del obtentor registrado), es un cultivar de rosa que fue conseguido en Reino Unido en 2002 por el rosalista británico David Austin.

## Descripción
'Jubilee Celebration' es una rosa moderna cultivar del grupo « English Rose Collection ».
El cultivar procede del cruce de 'AUSgold' ® x planta de semillero.
Las formas arbustivas del cultivar tienen porte erguido bien ramificado, que alcanza más de 120 cm de alto con 120 cm de ancho. Las hojas son de color verde oscuro semi brillante de tamaño medio, follaje coriáceo.
Sus delicadas flores de color salmón rosado, amarillo en el reverso del pétalo. Fragancia fuerte, a limón, y frambuesa. Flor con 41 pétalos. El diámetro medio de la rosa de 3,5". Rosas grandes, muy completas (41 + pétalos), que florecen en pequeños racimos.
Florece de una forma prolífica, floración en oleadas a lo largo de la temporada.

## Origen
El cultivar fue desarrollado en Reino Unido por el prolífico rosalista británico David Austin en 2002. 'Jubilee Celebration' es una rosa híbrida con ascendentes parentales de cruce de 'AUSgold' ® x planta de semillero.
El obtentor fue registrado bajo el nombre cultivar de 'AUShunter' por David Austin en 2002 y se le dio el nombre comercial de exhibición 'Jubilee Celebration'™.
También se le reconoce por el sinónimo de 'AUShunter'.
- La rosa fue creada antes de 2002 e introducida en el Reino Unido por David Austin Roses Limited (UK) en 2002 como 'Jubilee Celebration'.[1]
- La rosa 'Jubilee Celebration' fue introducida en Estados Unidos mediante registro con la "American Rose Society" en febrero de 2005.[1]
- La rosa 'Jubilee Celebration' fue introducida en Australia con la patente "Australia - Application No: 2003/062  on  2003".[1]

La rosa fue denominada con este nombre para honrar el 50.º jubileo de la reina Isabel II del Reino Unido.

## Premios y galardones
- Australian Certificate of Merit 2006.

## Cultivo
Aunque las plantas están generalmente libres de enfermedades, es posible que sufran de punto negro en climas más húmedos o en situaciones donde la circulación de aire es limitada. Se desarrollan mejor a pleno sol. En América del Norte son capaces de ser cultivadas en USDA Hardiness Zones 6b a 10b. La resistencia y la popularidad de la variedad han visto generalizado su uso en cultivos en todo el mundo.
Puede ser utilizado para las flores cortadas, jardín o portador guía. Vigorosa. En la poda de Primavera es conveniente retirar las cañas viejas y madera muerta o enferma y recortar cañas que se cruzan. En climas más cálidos, recortar las cañas que quedan en alrededor de un tercio. En las zonas más frías, probablemente hay que podar un poco más que eso. Requiere protección contra la congelación de las heladas invernales.

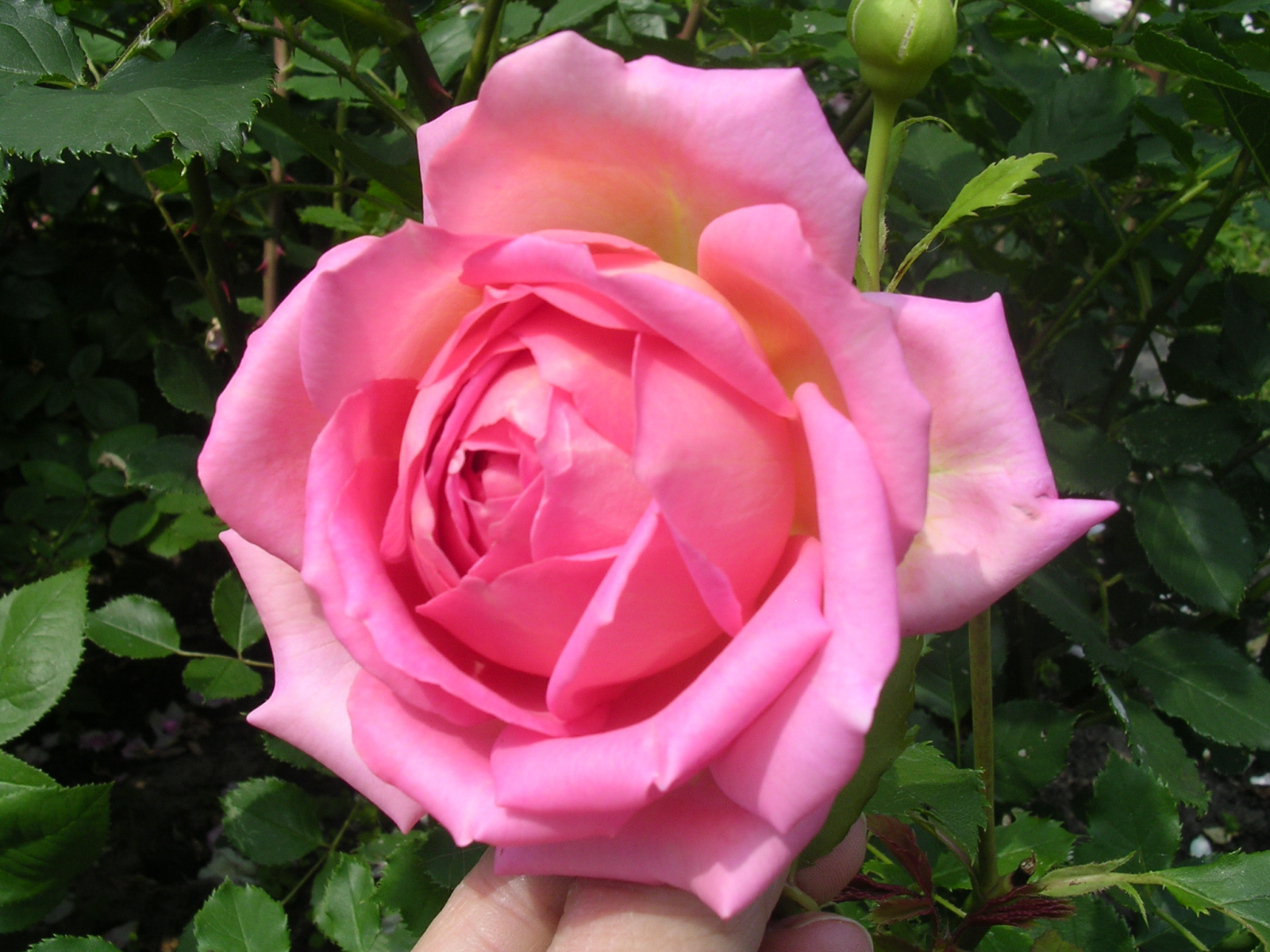
Rosa 'Jubilee Celebration'